# Úplná prostorová náhodnost
Úplná prostorová náhodnost (anglicky Complete spatial randomness – CSR) popisuje bodový proces, při kterém se bodové události vyskytují v rámci dané sledované oblasti zcela náhodně. CSR je synonymem pro homogenní Poissonův prostorový proces. Takový proces je často modelován pouze jednou proměnnou, tj. hustotou bodů {\displaystyle \rho } ve vymezené oblasti. Termín úplná prostorová náhodnost je běžně používán v aplikované statistice v rámci zkoumání určitých bodových modelů, zatímco ve většině ostatních statistických kontextech odkazuje na koncept Poissonova prostorového procesu.

## Model
Data v podobě sady bodů, nepravidelně rozmístěných v dané oblasti, se vyskytují v mnoha různých kontextech; například jako umístění stromů v lese, ptačích hnízd, jader v tkáni nebo poloha nemocných lidí. Jakýkoliv takový souboru dat nazýváme prostorový bodový model a odkazujeme jím na umístění jako na události, k odlišení od jakýchkoli jiných bodů příslušné oblasti. Hypotéza úplné prostorové náhodnosti prostorového bodového modelu tvrdí, že počet událostí jakékoli oblasti je dán Poissonovým rozdělením o daném průměru při jednotném rozdělení. Události modelu jsou nezávisle a rovnoměrně rozložené v prostoru. Jinými slovy, pro jednotlivé události je stejně pravděpodobné, že se vyskytnou kdekoli a bez vzájemných interakcí.
"Rovnoměrný" se používá ve smyslu stejnoměrného rozdělení pravděpodobnosti v celé studované oblasti, nikoli ve smyslu "rovnoměrného" rozptýlení ve sledované oblasti. Mezi událostmi nedochází k žádným interakcím, jelikož intenzita událostí v rovině se nemění. Předpoklad nezávislosti by byl porušen například v případě, že by existence jedné události buď podnítila, nebo potlačila výskyt jiných událostí v okolí.

## Rozdělení
Pravděpodobnost nalezení právě {\displaystyle k} bodů v oblasti {\displaystyle V} s hustotou jevu {\displaystyle \rho } je tedy:
{\displaystyle P(k,\rho ,V)={\frac {(V\rho )^{k}e^{-(V\rho )}}{k!}}.\,\!}
Prvním momentem, kterým je průměrný počet bodů v této oblasti, je {\displaystyle \rho V}. Tato hodnota je intuitivní, tak jako Poissonův parametr.
Pravděpodobnost s jakou se v určité radiální vzdálenosti {\displaystyle r} nachází {\displaystyle N}-tý soused daného bodu, je:
{\displaystyle P_{N}(r)={\frac {D}{(N-1)!}}{\lambda }^{N}r^{DN-1}e^{-\lambda r^{D}},}
kde {\displaystyle D} je počet rozměrů, {\displaystyle \lambda } je intenzita daná vztahem {\displaystyle \lambda ={\frac {\rho \pi ^{\frac {D}{2}}}{\Gamma ({\frac {D}{2}}+1)}}} a {\displaystyle \Gamma } je gama funkce, která je faktoriální funkcí, jestliže je jeho argumentem integrál.
Předpokládanou hodnotu {\displaystyle P_{N}(r)} je možné odvodit pomocí funkce gama, využívající statistické momenty. Prvním momentem je průměrná vzdálenost náhodně rozmístěných bodů v {\displaystyle D} rozměrech.

## Aplikace
Studie CSR je nezbytná pro porovnávání naměřených bodových dat z výzkumných zdrojů. Jako statistická testovací metoda, má testování CSR mnoho aplikací v oblasti společenských věd a v astronomických výzkumech.
CSR je standard, na kterému jsou často testovány datové soubory. Zde je zhruba popsán jeden z přístupů testování hypotézy CSR:
1. Použijte statistiky, které jsou funkcí vzdálenosti každé události od další nejbližší události.
2. Nejdříve se zaměřte na konkrétní událost a zformulujte metodu testování, zda jsou si událost a další nejbližší událost významně blízké (nebo vzdálené).
3. Poté vezměte v úvahu všechny události a zformulujte metodu testování, zda je průměrná vzdálenost každé události od další nejbližší události významně krátká (nebo dlouhá).

V případech, kdy je výpočet statistik analyticky obtížný, jsou numerické metody, jako je metoda Monte Carlo, použity k simulaci náhodného procesu s velkým počtem opakování.